# Dharmakṣema
Dharmakṣema (曇無讖, Pinyin:  Tán Wúchèn, giapponese: Donmusen; 385 – 433 o 436) è stato un monaco buddhista indiano, traduttore di testi dal sanscrito al cinese.
Originario dell'India centrale dove nacque nel 385, Dharmakṣema si trasferì nel Kashmir e, quindi, a Kucha da dove intraprese la Via della Seta per raggiungere Gūzáng (姑臧, oggi nella provincia di Gansu) nel 412, all'epoca capitale della dinastia dei Liang settentrionali. Risiedette a Gūzáng fino al 421 e lì tradusse numerosi testi buddisti dal sanscrito al cinese. Rientrato in Occidente, nel Regno di Khotan, tornò ancora una volta a Gūzáng, ma, tra il 433 e il 436, lungo la via del successivo ritorno verso l'India, fu assassinato.

## Le opere tradotte
A Dharmakṣema  si attribuisce, tra le altre, la traduzione dal sanscrito al cinese delle seguenti opere del Canone cinese:
- Karuṇā-puṇḍarīka-sūtra (悲華經, Pēihuá jīng, giapp. Hike kyō, T.D. 157.3.167-233), sutra appartenente alla tradizione Amidista;
- Mahāyāna Mahāparinirvāna-sūtra (大般涅槃經 Dà bānnièpán jīng, giapp. Dai nehan kyō, T.D. 374.12.365c-603c, in 40 fascicoli), consiste nell'edizione che provvedeva ad integrare i capitoli mancanti nella traduzione di Buddhabhadra e di Fǎxiǎn del 417.
- Mahāmegha-sūtra (大方等無想經 Dà fāngděng wúxiǎng jīng, giapp. Dai hōtō musō kyō, T.D. 387).
- Upāsaka-śīla-sūtra (優婆塞戒經 Yōupósē jiè jīng, giapp. Ubasoku kai kyō, T.D. 1488), sutra in cui il Buddha Shakyamuni espone i precetti per i bodhisattva laici.
- Suvarṇa-prabhasa-sūtra (合部金光明經,  Hébù Jīn guāngmíng jīng, giapp. Gōbu konkōmyō kyō, T.D.  664). Dharmakṣema operò una prima parziale traduzione di questo sutra poi rivista e completata da Baogui (寶貴) nel 597.

La tradizione monastica gli attribuisce anche la prima traduzione in cinese del Laṇkāvatāra sūtra (楞伽經 Lèngqiéjīng) andata tuttavia perduta.